# کولومنسکویه
کولومنسکویه روسی: Коло́менское یک ناحیه سابق سلطنتی است که جنوب شرق مسکو، روسیه در جاده‌ای منتهی به کولومنا قرار دارد؛ که سابقاً ناحیه‌ای سلطنتی بوده. امروزه این منطقه حدوداً 400 هکتاری به موزه تبدیل شده. سه سازه منحصر به فرد به نام‌های برج ساعت ویکتوریوس و سنت جورج، برج آب و شکارگاه کولومنسکویه می‌باشد که هر گردشگری را برای دقایقی به خود جذب می‌کند.نام دهکده کولومنسکویه برای اولین بار سال 1339 در وصیت نامه ایوان کالیتا ذکر شده است.همچنین در سال 1532، شاهزاده واسیلی سوم، به افتخار زاده شدن پسرش ایوان، کلیسای معراج خداوند را که توسط معمار ایتالیایی پتروک کوچک (Петрока Малого) ساخته شده بود،در کلومنسکویه قرارداد. این معبد یک شاهکار معماری در جهان محسوب میشود و اولین معبد سنگی سقف دار در روسیه است. صحنه های پایانی فیلم "اموال جمهوری" به روسی «Достояние республики» در نزدیکی کلیسای معراج پروردگار فیلمبرداری شد.
برای بازیهای المپیک 1980 ،مقامات شهری حکمی در مورد مرمت کامل مجموعه معماری Коломенское صادر کردند. مرمت بعدی در مقیاس بزرگ, توسط وزارت فرهنگ مسکو در سال 2003-2005 آغاز شد. در سال 2010 ،کاخ الکسی میخائیلوویچ،که شامل 26 ترمکوف (ساختمان هایی که از طریق معابر و سالن به یکدیگر متصل شده بودند), 270 اتاق با بیش از 3000 پنجره بود بازسازی شد.
از سال 2012 تا به حال، بزرگترین نمایشگاه های عسل در روسیه در محل نمایشگاه ها در کولومنسکویه برپا می شود.
یونسکو با درک ارزش والای این کلیسا برای بشریت، تصمیم گرفت ان را در سال 1994 در فهرست میراث جهانی ثبت کند.

## ویژگی‌های کولومنسکویه
این بنا در زمان‌های قدیم کلیسا کولومنسکویه نام داشته که امروزه به عنوان موزه ای از آثار هنری، نقاشی و صنایع دستی روسیه تبدیل شده‌است. به علت اینکه کلیسای کولومنسکویه در زمان‌های قدیم برای پادشاهان طراحی و ساخته شده بوده معماری این منطقه با شکوه و بسیار مجلل می‌باشد.